# Carbon Hill (Illinois)
Carbon Hill – wieś w Stanach Zjednoczonych, w stanie Illinois, w hrabstwie Grundy.

## Demografia
Zgodnie ze spisem statystycznym z 2000, miasto liczyło 392 mieszkańców. W 2023 liczba mieszkańców spadła do 382 osób, a gęstość zaludnienia do 764 osób/km².